# Carnival Cruise Line
Carnival Cruise Line (spesso anche nota semplicemente come Carnival o anche Carnival Crociere) è il marchio principale del gruppo crocieristico statunitense Carnival Corporation & Plc.

## Storia
La Carnival fu fondata a Miami nel 1972 da Ted Arison. Nel 1987, il 20% del capitale della compagnia venne quotato in borsa portando nelle casse della società risorse sufficienti per iniziare una campagna di espansione per acquisizioni. Nel 1989, acquisisce Holland America Line (che comprendeva Windstar Cruises) e, successivamente, nel 1992 Seabourn Cruise Line. Nel frattempo, nel 1990, passa alla guida della compagnia il figlio del fondatore Micky Arison.
Nel 1993, Carnival Cruise Line si trasforma in Carnival Corporation. Le acquisizioni ricominciano nel 1997 con la genovese Costa Crociere, leader del mercato crocieristico europeo, e poi nel 1998 Cunard Line.
Nel 2003, dopo una lunga trattativa con l'autorità antitrust dell'Unione europea, Carnival acquista dall'inglese P&O il controllo della principale rivale, la Princess Cruises plc, diventando così la maggior compagnia croceristica mondiale.
Nel 2005 acquista la tedesca AIDA Cruises.
Nel 2007 acquista Ibero Cruceros (ex Iberostar Cruises).
Negli ultimi anni è stata la Fincantieri di Monfalcone e di Marghera a costruire molte navi per la Carnival.
Il 14 giugno 2022, Carnival Cruise Line annuncia che la nave Costa Luminosa, ribattezzata Carnival Luminosa, si unirà alla flotta a partire da novembre 2022. Mentre Costa Magica rimarrà nella flotta genovese Costa Crociere.

## Flotta

### Attuale
La sua flotta, comprendente un totale di 29 navi in servizio, è composta da:
| Carnival Elation            |  |                          | 70.367    | 261    | 31    | 10 | 1.028 | 2.052 | 920   | 21   | 1998                   | Kvaerner Masa-Yards (Helsinki) | Precedentemente Elation                                                        |                                                                            |
| Carnival Paradise           |  | Precedentemente Paradise | 70.367    | 261    | 31    | 10 | 1.028 | 2.052 | 920   | 21   | 1998                   | Kvaerner Masa-Yards (Helsinki) |                                                                                |                                                                            |
| Classe Destiny/Triumph      |  |                          |           |        |       |    |       |       |       |      |                        |                                |                                                                                |                                                                            |
| Carnival Sunshine           |  |                          | 102.853   | 272,2  | 35,5  | 13 | 1.503 | 3.006 | 1.150 | 22,5 | 1996                   | Fincantieri (Monfalcone)       | Precedentemente Carnival Destiny. Ristrutturata nel 2013.                      |                                                                            |
| Carnival Sunrise            |  |                          | 101.509   | 272,19 | 35,36 | 13 | 1.379 | 2.758 | 1.100 | 22,5 | 1999                   | Fincantieri (Monfalcone)       | Precedentemente Carnival Triumph. Ristrutturata nel 2019.                      |                                                                            |
| Carnival Radiance           |  |                          | 101.509   | 272,19 | 35,36 | 13 | 1.379 | 2.758 | 1.100 | 22,5 | 2000                   | Fincantieri (Monfalcone)       | Precedentemente Carnival Victory. Ristrutturata nel 2021.                      |                                                                            |
| Classe Spirit               |  |                          |           |        |       |    |       |       |       |      |                        |                                |                                                                                |                                                                            |
| Carnival Spirit             |  |                          | 88.500    | 293,52 | 32,31 | 12 | 1.062 | 2.124 | 961   | 22   | 2001                   | Kvaerner Masa-Yards (Helsinki) |                                                                                |                                                                            |
| Carnival Pride              |  |                          | 88.500    | 293,52 | 32,31 | 12 | 1.062 | 2.124 | 961   | 22   | 2001                   | Kvaerner Masa-Yards (Helsinki) |                                                                                |                                                                            |
| Carnival Legend             |  |                          | 88.500    | 293,52 | 32,31 | 12 | 1.062 | 2.124 | 961   | 22   | 2002                   | Kvaerner Masa-Yards (Helsinki) |                                                                                |                                                                            |
| Carnival Miracle            |  |                          | 88.500    | 293,52 | 32,31 | 12 | 1.062 | 2.124 | 961   | 22   | 2004                   | Kvaerner Masa-Yards (Helsinki) |                                                                                |                                                                            |
| Classe Conquest             |  |                          |           |        |       |    |       |       |       |      |                        |                                |                                                                                |                                                                            |
| Carnival Conquest           |  |                          | 110.000   | 290,5  | 35,4  | 13 | 1.487 | 2.974 | 1.150 | 22,5 | 2002                   | Fincantieri (Monfalcone)       |                                                                                |                                                                            |
| Carnival Glory              |  | 2003                     | 110.000   | 290,5  | 35,4  | 13 | 1.487 | 2.974 | 1.150 | 22,5 |                        | Fincantieri (Monfalcone)       |                                                                                |                                                                            |
| Carnival Valor              |  | 2004                     | 110.000   | 290,5  | 35,4  | 13 | 1.487 | 2.974 | 1.150 | 22,5 |                        | Fincantieri (Monfalcone)       |                                                                                |                                                                            |
| Carnival Liberty            |  | 2005                     | 110.000   | 290,5  | 35,4  | 13 | 1.487 | 2.974 | 1.150 | 22,5 |                        | Fincantieri (Monfalcone)       |                                                                                |                                                                            |
| Carnival Freedom            |  | 2007                     | 110.000   | 290,5  | 35,4  | 13 | 1.487 | 2.974 | 1.150 | 22,5 | Fincantieri (Marghera) |                                |                                                                                |                                                                            |
| Classe Splendor (Concordia) |  |                          |           |        |       |    |       |       |       |      |                        |                                |                                                                                |                                                                            |
| Carnival Splendor           |  |                          | 113.323   | 290    | 35,5  | 13 | 1.503 | 3.006 | 1.150 | 21   | 2008                   | Fincantieri (Sestri Ponente)   |                                                                                |                                                                            |
| Classe Luminosa             |  |                          |           |        |       |    |       |       |       |      |                        |                                |                                                                                |                                                                            |
| Carnival Luminosa           |  |                          | 92.720    | 294    | 32,3  | 17 | 1.130 | 2.826 | 1.050 | 23   | 2009                   | Fincantieri (Marghera)         |                                                                                |                                                                            |
| Classe Dream                |  |                          |           |        |       |    |       |       |       |      |                        |                                |                                                                                |                                                                            |
| Carnival Dream              |  |                          | 130.000   | 306,02 | 37,19 | 15 | 1.823 | 3.652 | 1.369 | 25   | 2009                   | Fincantieri (Monfalcone)       |                                                                                |                                                                            |
| Carnival Magic              |  | 2011                     | 130.000   | 306,02 | 37,19 | 15 | 1.823 | 3.652 | 1.369 | 25   |                        | Fincantieri (Monfalcone)       |                                                                                |                                                                            |
| Carnival Breeze             |  | 2012                     | 130.000   | 306,02 | 37,19 | 15 | 1.823 | 3.652 | 1.369 | 25   |                        | Fincantieri (Monfalcone)       |                                                                                |                                                                            |
| Classe Vista                |  |                          |           |        |       |    |       |       |       |      |                        |                                |                                                                                |                                                                            |
| Carnival Vista              |  |                          | 133.500   | 324    | 37    | 15 | 1.823 | 3.936 | 1.450 | 23   | 2016                   |                                |                                                                                |                                                                            |
| Carnival Horizon            |  | 2018                     | 133.500   | 324    | 37    | 15 | 1.823 | 3.936 | 1.450 | 23   | Fincantieri (Marghera) |                                |                                                                                |                                                                            |
| Carnival Panorama           |  | 2019                     | 133.500   | 324    | 37    | 15 | 1.823 | 3.936 | 1.450 | 23   | Fincantieri (Marghera) |                                |                                                                                |                                                                            |
| Carnival Venezia            |  |                          | 133.500   | 324    | 37    | 15 | 1.823 | 3.936 | 1.450 | 23   | 2019                   | Fincantieri (Monfalcone)       |                                                                                |                                                                            |
| Carnival Firenze            |  |                          | 135.225   | 323,63 | 37,19 |    | 2.116 | 5.260 | 1.446 |      |                        | Fincantieri (Monfalcone)       |                                                                                |                                                                            |
| Classe Excellence           |  |                          |           |        |       |    |       |       |       |      |                        |                                |                                                                                |                                                                            |
| Mardi Gras                  |  |                          | 183.900   | 337    | 58    | 20 | 2.641 | 6.631 | 1.745 | 21.8 | 2020                   | Meyer Turku (Turku)            | Prima nave della flotta alimentata da gas naturale liquefatto.                 |                                                                            |
| Carnival Celebration        |  |                          | 183.900   | 337    | 58    | 20 | 2.641 | 6.631 | 1.745 | 21.8 | 2020                   | Meyer Turku (Turku)            |                                                                                |                                                                            |
| Carnival Jubilee            |  |                          | ~ 183.900 | 345    | 42    | 16 | 2.641 | 6.631 | 1.745 |      | 2023                   | Meyer Werft (Papenburg)        |                                                                                |                                                                            |
| Classe Grand                |  |                          |           |        |       |    |       |       |       |      |                        |                                |                                                                                |                                                                            |
| Carnival Adventure          |  |                          | 2001      |        |       |    |       |       |       |      |                        |                                | Precedentemente: - Golden Princess (2001–2021) - Pacific Adventure (2021–2025) |                                                                            |
| Carnival Encounter          |  |                          | 2002      |        |       |    |       |       |       |      |                        |                                |                                                                                | Precedentemente: - 2002–2021: Star Princess - 2021–2025: Pacific Encounter |

Due navi della classe Triumph fanno parte della flotta di Costa Crociere: Costa Fortuna e Costa Magica
Una nave della classe Spirit fa parte della flotta di Adora Cruises (CSSC Carnival Cruise Shipping): Costa Mediterranea.
Una nave della classe Dream fa parte della flotta di Costa Crociere: Costa Diadema.
Carnival Splendor era stata progettata, in origine, per Costa Crociere, essendo della stessa classe di Costa Concordia, Costa Serena e Costa Pacifica.
Due navi della classe Excellence fanno parte della flotta di Costa Crociere: Costa Smeralda e Costa Toscana.

### Futura
| Nome               | Consegna prevista | Cantiere di costruzione | Immagine | Classe     | Stazza (t.s.l) | Note                                                   |
| ------------------ | ----------------- | ----------------------- | -------- | ---------- | -------------- | ------------------------------------------------------ |
| Carnival Festivale | 2027              | Meyer Werft (Papenburg) |          | Excellence | 183.900        | alimentata da gas naturale liquefatto en construcction |
| Carnival Tropicale | 2028              | Meyer Werft (Papenburg) |          | Excellence | 183.900        | alimentata da gas naturale liquefatto                  |
| TBA                | 2029              | Fincantieri             |          |            | 230.000        | alimentata da gas naturale liquefatto                  |
| TBA                | 2031              | Fincantieri             |          |            | 230.000        | alimentata da gas naturale liquefatto                  |
| TBA                | 2033              | Fincantieri             |          |            | 230.000        | alimentata da gas naturale liquefatto                  |

### Flotta del passato
| Nome                 | Immagine | Varo | Entrata in servizio per Carnival | Fine servizio per Carnival | Classe    | Stazza (t.s.l) | Note |
| -------------------- | -------- | ---- | -------------------------------- | -------------------------- | --------- | -------------- | --- |
| Mardi Gras           |          | 1961 | 1972                             | 1993                       | Empress   | 27 248         | Conosciuta anche come Empress of Canada, Olympic, Star of Texas, Lucky Star, Apollo, e Apollon Demolita nel 2003 |
| Carnivale            |          | 1956 | 1975                             | 1993                       | Empress   | 31 500         | Conosciuta anche come Empress of Britain, Queen Anna Maria, Fiesta Marina, Olympic, e Topaz Demolita nel 2008 |
| Festivale            |          | 1962 | 1977                             | 1996                       | Festivale | 32 697         | Conosciuta anche come Transvaal Castle, S.A. Vaal, Island Breeze e Big Red Boat III Demolita nel 2003 |
| Tropicale            |          | 1982 | 1982                             | 2001                       | Tropicale | 36 674         | Conosciuta anche come Costa Tropicale, Pacific Star e Ocean Dream. Demolita ad Alang (India) nel 2020 |
| Holiday              |          | 1985 | 1985                             | 2009                       | Holiday   | 46 051         | Nel 2009 è stata trasferita a Ibero Cruceros, diventando Grand Holiday. Nel 2015 è stata venduta alla Cruise & Maritime Voyages e rinominata Magellan Nel 2021 è stata demolita |
| Jubilee              |          | 1986 | 1986                             | 2004                       | Holiday   | 47 262         | Nel 2004 è stata trasferita P&O Cruises Australia, diventando Pacific Sun Nel 2013 è stata venduta alla HNA Cruises Company È stata demolita nel 2017 |
| Celebration          |          | 1987 | 1987                             | 2008                       | Holiday   | 47 262         | Nel 2008 è stata trasferita a Ibero Cruceros diventando Grand Celebration Nel 2014 è stata trasferita a Costa Crociere con il nome di Costa Celebration, non entrando mai in servizio Nel 2015 è stata venduta alla Bahamas Paradise Cruise Line col nome di Grand Celebration Demolita ad Alang (India) nel 2020 |
| Carnival Fantasy     |          | 1990 | 1990                             | 2020                       | Fantasy   | 70 367         | Demolita ad Aliağa (Turchia) nel 2020 |
| Carnival Inspiration |          | 1996 | 1996                             | 2020                       | Fantasy   | 70 367         | Demolita ad Aliağa (Turchia) nel 2020 |
| Carnival Imagination |          | 1995 | 1995                             | 2020                       | Fantasy   | 70 367         | Demolita ad Aliağa (Turchia) nel 2020 |
| Carnival Fascination |          | 1994 | 1994                             | 2020                       | Fantasy   | 70 367         | Nel 2020 è stata venduta a Century Harmony Cruises e rinominata Century Harmony Demolita a Gadani (Pakistan) nel 2022 |
| Carnival Sensation   |          | 1993 | 1993                             | 2022                       | Fantasy   | 70 367         | Demolita nel 2022 |
| Carnival Ecstasy     |          | 1991 | 1991                             | 2022                       | Fantasy   | 70 367         | Demolita ad Aliağa (Turchia) Nel 2022 |

## Uragano Katrina
Tre navi della Compagnia furono noleggiate dagli Stati Uniti per sei mesi per poter essere utilizzate come abitazioni temporanee durante l'uragano Katrina.
Le navi noleggiate furono la Carnival Ecstasy e la Carnival Sensation, dislocate a New Orleans; e la Carnival Holiday (costruita nel 1985 e dal 2009 non più in servizio con Carnival, rinominata Grand Holiday passando alla Ibero Cruceros) inizialmente a Mobile e poi a Pascagoula.